# Al-Mughraqa
Al-Mughraqa, en arabe : المغراقة, également appelé Abu Middein, est un village du gouvernorat de Gaza en Palestine, situé à 6 km au sud-ouest au sud de la ville de Gaza (bande de Gaza). Selon le recensement du bureau central palestinien des statistiques, la localité compte une population de 11 458 habitants en 2017.